# أفراح القبة (مسلسل)
أفراح القبة هو مسلسل تلفزيوني درامي مصري إنتاج 2016 مقتبس عن رواية الكاتب نجيب محفوظ التي تحمل نفس الاسم .

## القصة
تدور احداث الرواية خلال حقبة السبعينيات، ويعمل ممثلو الفرقة على المشاركة في مسرحية جديدة تحمل اسم (أفراح القبة)، يكتشف الممثلون أن أحداث المسرحية تدور حول شخصياتهم الحقيقية في كواليس المسرح، وأن مؤلف المسرحية يعرض أمامهم أسرارهم المشينة التي حدثت بالماضي. يسعى الممثلون لإيقاف هذه المسرحية الفاضحة لهم، لكن مالك الفريق يُصر على استكمال العمل لكي يتطهر من آثام الماضي، ويجد الممثلون أنفسهم مجبرين على الاستمرار في تمثيل أدوارهم الحقيقية.

## بطولة
| - إياد نصار: طارق رمضان - جمال سليمان: سرحان الهلالي - منى زكي: تحية عبده - رانيا يوسف: سنية عبده - صبا مبارك: درية نجار - صابرين: حليمة الكبش - صبري فواز: كرم يونس - محمد الشرنوبي: عباس كرم يونس - أسامة عبد الله: سالم العجرودي - أسامة أسعد: إسماعيل رشدي | - سامي مغاوري: أحمد برجل - سلوى عثمان: عفاف أم هاني - مصطفى حشيش: فؤاد شلبي - دينا الشربيني: علية عبده - ضيفة شرف - سوسن بدر: بدرية - ضيفة شرف - أحمد صلاح السعدني: أشرف شبندي - رانيا يوسف: سنية عبده - ضيفة شرف - كندة علوش: فتنة نجار - ضيف شرف | - أمجد عابد: فرج - سيد رجب: عبده - ضيف شرف - أحمد مالك: طارق رمضان (شاباً) - محمد فهيم: ضيف شرف - أمل رزق: أم كرم - ضيفة شرف - ريهام عبد الغفور: ريري - ضيفة شرف - بيومي فؤاد: ديدي- ضيف شرف - ياسر الطوبجي:رؤوف - ضيف شرف |

أشترك في التمثيل
| - محمود جليفون:عم محمود - منصور أمين:صاحب الكباريه - أحمد يوسف:أحمد - عادل عبد النبي:ظابط - عارفة عبد الرسول:أخت عم محمود - محمد الهادي:وكيل نيابة - مستورة: رزقة لبيسة درية - ايمان سالم:الداية - وائل حامد:مساعد المخرج - نرمين كمال:ممثلة - أحمد عبد الحي:الشيخ - اسراء الصابوني:لبينة فتنة - سمير كامل:عم فانوس - إميل شوقي:القسيس - مصطفى طلبة:المأذون | - علا عبد الباقي:الداية - سمر عبد الوهاب:صديقة حليمة في السجن - ياسر الفرماوي:جارد الكباريه - تحية الشريف:جارة بدرية - يحيي خضر:طالب - إبراهيم ظريف:وكيل نيابة - محمد زكي:والد سرحان - محمود عبد الغفار:ممثل مسرح1 - هاني فياض - محمد شمس:ممثل مسرح2 - أحمد سعد ميشو :الماذون - مجدي عبيد:ممثل مسرح3 - بهاء بيومي:غفير المسرح - إبراهيم فرح:ممثل مسرح 4 | - محمد امان:بودي جارد - رحاب عرفة:بنت عم محمود - علي جمال الدين:البواب - سحر كامل:نبوية - أحمد الشامي:طبيب سرحان - علاء عرفة:سرحان شابا - سيد التيتي:وكيل النيابة - محمد أشرف:فريد - شيماء جابر:ممثلة بالفرقة - أحمد الأزعر:شكري - ياسمين عادل:ممثلة بالفرقة - علي إسماعيل: عزيز - رحاب عماد الدين:ممثلة بالفرقة - باسم علي:أحمد حسن كران | - زيدان أحمد:أبن علية - يوسف حسن: عباس طفل - كمال عاصم:عشيق درية - أحمد عنان: عباس كرم يونس (مراهقًا) - نادية عبد الله:مطربة 1 - ريم يوسف:ألف مرات أشرف - حورية فرج:مطربة 2 - عيد أبو الحمد:زبون المقلى - هناء الهلالي:ممثلة بالفرقة - ناهد عفيفي: رتيبة جارة بدرية - ماريان صلاح:صديقة طارق - خالد مجدي:ظابط - تامر المهدي:ممثل بالفرقة - محسن عثمان:ميشيل |

## فريق العمل
| - نجيب محفوظ: مؤلف - محمد ياسين: مخرج - محمد عبد الرحمن حماقي: مخرج منفذ - هادي علي: مساعد مخرج أول - شادي عبد السلام: سكريبت حركة - نهى فضل: سكريبت ملابس - إكرامي الطيب:مساعد مخرج - محمد عصام:مساعد مخرج ثاني - حسين سمير:مصور - أمجد دسوقي :مساعد مصور - أحمد رشاد:مشرف الإضاءة - شيماء مجدي - حمزة طه - محمد جمعة:الديكور | - أحمد العجاتي:اعمال مونتاج والتترات - إسلام عامر:مونتير مساعد - محمود حمدي: تصميم وتنفيذ التتر - محمد عبد الحميد:مكياج - محمد حافظ:كوافير - حسن أبو جبل: مهندس الصوت - سعيد أبو زيد:مدير إدارة الإنتاج - أحمد السيد: منتج فني - علي مراد:المدير التنفيذي لشركة الشروق للإنتاج الإعلامي - أحمد فهمي:المدير التنفيذي لشركة Iproductions - ياسر النجار:أعمال الجرافيك - محمد فوزي: مكساج | - هشام نزيه: مؤلف الموسيقى - مونيا فتح الباب: مصممة الملابس - محمد عطية: إشراف فني وديكور - الشروق للإنتاج الإعلامي - Iproductions - سوني بيكتشرز - تلفزيون الشرق الأوسط Sony Pictures Television Arabia - JWT - JWT Entertainment:الإنتاج - شريف المعلم: منتج - محمد عيد: مونتير - عبد السلام موسى: مدير التصوير - نشوى زايد: سيناريو وحوار - أحمد المرسي: مدير التصوير - محمد عبد الحميد: ماكيير - خالد الكمار: تدوين الموسيقى - Copyright © 2016 CPT Holdings and Sony Pictures Television Inc. All Rights Reserved |